# Breitenbach (Mümling)
Der Breitenbach ist ein gut sieben Kilometer langer, südlicher und rechter Zufluss der Mümling im hessischen Odenwald.

## Geographie

### Verlauf
Der Breitenbach entspringt auf einer Höhe von etwa 270 m ü. NHN in Breitenbrunn. Er fließt in nördlicher Richtung und wird dabei zuerst auf seiner linken Seite vom Goldbach und dann rechts vom Lützelbach gespeist.
Bei Neustadt mündet der Breitenbach schließlich auf einer Höhe von ungefähr 145 m ü. NHN  von rechts in die Mümling.
Sein  7,2 km langer Lauf endet etwa 125 Höhenmeter unterhalb seiner Quelle, er hat somit ein mittleres Sohlgefälle von etwa 17 ‰.

### Einzugsgebiet
Das 19,14 km² große Einzugsgebiet des Breitenbachs liegt im Sandsteinodenwald und wird über die Mümling, den Main und den Rhein zur Nordsee entwässert. 
Es grenzt
- im Nordosten an das des Mümlingzuflusses Raibach
- im Osten an das des Mainzuflusses Mutterbach
- im Süden an das des Kimbach, ein weiterer Zufluss der Mümling
- im Südwesten an das des Fürstengrunder Bachs, ebenfalls ein Mümlingzufluss
- und im Westen an das des kleinen Mümlingzuflusses Obrunngraben.

Ein Großteil des Einzugsgebietes ist bewaldet, in der Aue dominiert Grünland, ansonsten kommen noch Ackerland und kleinere Ortslagen vor.

### Zuflüsse
- Goldbach (links), 0,9 km
- Lützelbach (rechts), 2,6 km
  - Wiebelsbach (rechts), 1,4 km

### Flusssystem Mümling
- Fließgewässer im Flusssystem Mümling